# Делор, Жак
Жак Люсьен Жан Делор (фр. Jacques Lucien Jean Delors; 20 июля 1925, Париж — 27 декабря 2023, Париж) — французский и европейский политический деятель.

## Биография
Окончил юридический факультет Парижского университета и Высшую школу по подготовке банковских служащих. Свою профессиональную деятельность начал в Банке Франции, где работал с 1945 по 1962 год и прошёл путь от простого служащего до одного из руководителей. Работу в банке совмещал с активной исследовательской деятельностью в крупнейших университетах Франции. В 1962—1973 годах — на различных руководящих постах в государственном аппарате, в 1973—1979 годах — член генерального совета (правления) Банка Франции.
Как член профобъединения Французская конфедерация христианских трудящихся совместно с другими левыми католиками участвовал в её секуляризации и создании Французской демократической конфедерации труда. Также являлся экономическим советником голлистского премьер-министра Франции Шабан-Дельмаса. В 1973 году вступил в Социалистическую партию Франции, в 1976—1981 годах — ответственный за внешнеэкономические вопросы в руководстве партии.
В 1979—1981 годах депутат Европарламента. Министр экономики и финансов в правительстве Пьера Моруа (1981—1984). Председатель Европейской комиссии (1985—1995). С его именем связан новый этап европейской интеграции. Разработанная под его руководством в 1985 году «Программа 1992» позволила Европейскому союзу приступить к созданию единого внутреннего рынка, принятый в 1986 году Единый европейский акт существенно изменил институциональную структуру сообществ и процесс принятия решений в них, знаменитый План Делора позволил европейцам приступить к решению задачи исторического масштаба — введения единой европейской валюты.
С момента основания в 1996 году до своей смерти являлся президентом ассоциации «Наша Европа», а также с 1993 по 1996 год — президентом Международной комиссии ЮНЕСКО по проблемам образования в XXI веке.
Жак Делор — автор нескольких сотен научных и публицистических статей по вопросам европейской валютно-финансовой интеграции. Его мемуары переведены на многие языки и являются ценнейшим источником для исследователей в области истории Европы, теории и практики интеграционных процессов.
Его дочь — Мартин Обри — мэр Лилля и бывший первый секретарь Социалистической партии Франции.
Решением Учёного совета Санкт-Петербургского Государственного Университета от 27 апреля 1998 года, по представлению факультета международных отношений, профессору Жаку Делору присвоено звание Почётного доктора СПБГУ.
Скончался во сне в своём доме в Париже 27 декабря 2023 года на 99-м году жизни.